# Liste der Kulturdenkmäler in Hamburg-Eimsbüttel (Ost)
Die Liste der Kulturdenkmäler in Hamburg-Eimsbüttel (Ost) enthält die in der Denkmalliste ausgewiesenen Denkmäler in den Ortsteilen 305–310 des Stadtteils Eimsbüttel der Freien und Hansestadt Hamburg.
Hinweis: Die Reihenfolge der Denkmäler in dieser Liste orientiert sich an den Straßennamen und ist alternativ nach Denkmallistennummer, Art (Objekt oder Ensemble), Typ, Datierung, Entwurf oder Beschreibung sortierbar.
Basis ist der Datensatz Denkmalliste Hamburg auf dem Open Data Portal Hamburg. Dieser enthält alle Objekte, die rechtskräftig nach dem Hamburger Denkmalschutzgesetz unter Denkmalschutz stehen (§ 6 Abs. 1 DSchG HA) oder zumindest zeitweise standen. Die Denkmalliste steht auch als PDF-Dokument zur Verfügung.
Alle Denkmäler in den Ortsteilen 305–310, die schon vor der Novelle des Denkmalschutzgesetzes unter Denkmalschutz standen, sind auch auf der Liste der Kulturdenkmäler im Hamburger Bezirk Eimsbüttel zu finden.
In der Spalte Lfd. Nr. ist die eindeutige Identifikationsnummer des Denkmals zu finden (in Klammern ggf. die Denkmalnummer nach altem Denkmalschutzgesetz). In der Spalte Art ist angegeben, ob es sich um ein Objekt („O“) oder ein Ensemble („E“) handelt. In der Spalte Ensemble ist ggf. die Nummer der Ensembles angegeben, zu der das Objekt gehört, bzw. bei Ensembles die Nummer des Ensembles selbst.
Die in den Ortsteilen 301–304 von Eimsbüttel gelegenen Kulturdenkmäler sind auf der Liste der Kulturdenkmäler in Hamburg-Eimsbüttel (West) zu finden. Diese Liste musste wegen ihrer Größe aufgespalten werden.

| ID           | Adresse | Art | Typ                                                                       | Kurzbeschreibung                                                                            | Datierung                            | Entwurf                                                                         | Ensemble | Bild |
| ------------ | --- | --- | ------------------------------------------------------------------------- | ------------------------------------------------------------------------------------------- | ------------------------------------ | ------------------------------------------------------------------------------- | -------- | --- |
| 30566        | Agathenstraße 2, 2a, 5, 6, 7, 8, 9, 10, 11, 12, o. Nr., Schäferstraße 19, Weidenallee 14 (Lage) | E   |                                                                           | Agathenstraße / Schäferstraße / Weidenallee                                                 |                                      |                                                                                 | 30566    | BW |
| 18506        | Agathenstraße 2 (Lage) | O   | Mehrfamilienhaus                                                          |                                                                                             | 1875/1876 (vermutl.)                 | Tiedemann, J. H. L. (vermutl.)                                                  | 30566    | |
| 18505        | Agathenstraße 2a (Lage) | O   | Mehrfamilienhaus                                                          |                                                                                             | 1875/1876 (vermutl.)                 | Tiedemann, J. H. L. (vermutl.)                                                  | 30566    | |
| 18441        | Agathenstraße 5 (Lage) | O   | Mehrfamilienhaus                                                          |                                                                                             | 1875/1876                            | Tiedemann, J. H. L. (vermutl.)                                                  | 30566    | BW |
| 18501        | Agathenstraße 6 (Lage) | O   | Mehrfamilienhaus                                                          |                                                                                             | 1875/1876                            | Tiedemann, J. H. L. (vermutl.)                                                  | 30566    | |
| 18444        | Agathenstraße 7 (Lage) | O   | Mehrfamilienhaus                                                          |                                                                                             | 1875/1876                            | Tiedemann, J. H. L. (vermutl.)                                                  | 30566    | BW |
| 18500        | Agathenstraße 8 (Lage) | O   | Mehrfamilienhaus                                                          |                                                                                             | 1875/1876                            | Tiedemann, J. H. L. (vermutl.)                                                  | 30566    | BW |
| 18443        | Agathenstraße 9 (Lage) | O   | Mehrfamilienhaus                                                          |                                                                                             | 1875/1876                            | Tiedemann, J. H. L. (vermutl.)                                                  | 30566    | BW |
| 18499        | Agathenstraße 10 (Lage) | O   | Mehrfamilienhaus                                                          |                                                                                             | 1875/1876                            | Tiedemann, J. H. L. (vermutl.)                                                  | 30566    | |
| 18442        | Agathenstraße 11 (Lage) | O   | Mehrfamilienhaus                                                          |                                                                                             | 1875/1876                            | Tiedemann, J. H. L. (vermutl.)                                                  | 30566    | BW |
| 18445        | Agathenstraße 12 (Lage) | O   | Mehrfamilienhaus                                                          |                                                                                             | 1875/1876                            | Tiedemann, J. H. L. (vermutl.)                                                  | 30566    | |
| 18504        | Agathenstraße o. Nr. (Lage) | O   | Straße, Pflaster                                                          |                                                                                             | 1914                                 |                                                                                 | 30566    | |
| 18403        | Alardusstraße 7 (Lage) | O   | Mehrfamilienhaus                                                          |                                                                                             | 1904–1905                            | Frejtag & Wurzbach (Frejtag, Leon/Wurzbach, Hermann)                            |          | weitere Bilder |
| 29512 (1809) | Alardusstraße östlich von Nr. 18 (Lage) | O   | Kirchengebäude; Kirchturm                                                 | Alardusstraße o. Nr., Bethlehemkirche mit Turm                                              | 1956–1957                            | Matthaei, Joachim                                                               |          | weitere Bilder |
| 18407 (1889) | Am Weiher 7 (Lage) | O   | Krankenhaus                                                               | Klinik Lienau, ehem. (Michaelis-Krankenhaus)                                                | 1904–1905                            | Hinsch & Köster (Hinsch, August/Köster, Otto)                                   |          | |
| 30547        | Am Weiher 15a, 17, 19, 21, 23, Eichenstraße 44, 46, 48, 50, 52, 54, 56 (Lage) | E   |                                                                           | Am Weiher / Eichenstraße                                                                    |                                      |                                                                                 | 30547    | BW |
| 18608        | Am Weiher 15a (Lage) | O   | Etagenhaus                                                                |                                                                                             | 1910–1911                            | Schmidt, H. W.                                                                  | 30547    | |
| 18607        | Am Weiher 17 (Lage) | O   | Etagenhaus                                                                |                                                                                             | 1910–1911                            | Schmidt, H. W.                                                                  | 30547    | |
| 18605        | Am Weiher 19 (Lage) | O   | Etagenhaus                                                                |                                                                                             | 1910–1911                            | Schmidt, H. W.                                                                  | 30547    | |
| 18606        | Am Weiher 21, 23 (Lage) | O   | Etagenhaus                                                                |                                                                                             | 1911–1912                            | Walter, F.                                                                      | 30547    | |
| 30573        | Am Weiher 29 (Lage) | E   |                                                                           | St.-Bonifatius-Kirche Am Weiher                                                             |                                      |                                                                                 | 30573    | weitere Bilder |
| 18602        | Am Weiher 29 (Lage) | O   | Schule                                                                    | Katholische Schule Am Weiher                                                                | 1892                                 |                                                                                 | 30573    | weitere Bilder |
| 18603 (1190) | Am Weiher 29 (Lage) | O   | Kirche                                                                    | St.-Bonifatius-Kirche                                                                       | 1909–1910                            | Kunst, Fritz                                                                    | 30573    | weitere Bilder |
| 29035        | Am Weiher 29 (Lage) | O   | Schwesternhaus                                                            |                                                                                             | 1892                                 |                                                                                 | 30573    | |
| 30495        | Am Weiher 31, Ottersbekallee 9, 11, 12, 13, 14, 15, 16, 17, 19, 21, 23, 25, 27 (Lage) | E   |                                                                           | Ottersbekallee / Am Weiher                                                                  |                                      |                                                                                 | 30495    | BW |
| 17274        | Am Weiher 31 (Lage) | O   | Etagenhaus                                                                |                                                                                             | 1911                                 | Nagel & Dehmlow (Nagel, T./Dehmlow, Ernst)                                      | 30495    | |
| 30590        | Amandastraße 52, Vereinsstraße 24, 25, 26, 27, 28, 29, 30, 31, 32 (Lage) | E   |                                                                           | Vereinsstraße / Margaretenstraße / Amandastraße                                             |                                      |                                                                                 | 30590    | BW |
| 19101        | Amandastraße 52 (Lage) | O   | Mehrfamilienhaus                                                          |                                                                                             | 1878                                 | Bregartner, Wilhelm                                                             | 30590    | |
| 18395 (1176) | Amandastraße 58 (Lage) | O   | Leihhaus                                                                  |                                                                                             | 1898; 1903                           | Baudeputation (Zimmermann, Carl Johann Christian); Baudeputation (Ebeling, (?)) |          | |
| 30506        | Bei der Christuskirche 1, 2, 2a, 3, 4, 5, Fruchtallee 22 (Lage) | E   |                                                                           | Christuskirche Fruchtallee                                                                  |                                      |                                                                                 | 30506    | weitere Bilder |
| 19257 (1599) | Bei der Christuskirche 1 (Lage) | O   | Pastorat                                                                  | Pastorat                                                                                    | 1883–1884                            | Hildebrandt, Ernst                                                              | 30506    | BW |
| 17666 (1599) | Bei der Christuskirche 2 (Lage) | O   | Kirche                                                                    | Christuskirche                                                                              | 1882–1886; 1951–1953                 | Otzen, Johannes; Vogt, Reinhard                                                 | 30506    | |
| 18718 (1599) | Bei der Christuskirche 2a (Lage) | O   | Gemeindezentrum                                                           | Gemeindehaus                                                                                | 1967–1968                            | Spengelin, Ingeborg/Spengelin, Friedrich                                        | 30506    | |
| 17664 (1599) | Bei der Christuskirche 3 (Lage) | O   | Pastorat                                                                  | Pastorat                                                                                    | 1889                                 | Hildebrandt, Ernst                                                              | 30506    | |
| 19258 (1599) | Bei der Christuskirche 4 (Lage) | O   | Gemeindezentrum                                                           | Gemeindezentrum                                                                             | 1967–1968                            | Spengelin, Ingeborg/Spengelin, Friedrich                                        | 30506    | BW |
| 17665 (1599) | Bei der Christuskirche 5 (Lage) | O   | Pastorat                                                                  | Pastorat                                                                                    | 1899                                 | Hildebrandt, Ernst                                                              | 30506    | |
| 30567        | Beim Schlump o. Nr., Schäferkampsallee o. Nr., Untergrundbahnhof Schlump (Lage) | E   |                                                                           | U-Bahnhof Schlump                                                                           |                                      |                                                                                 | 30567    | |
| 18509        | Beim Schlump o. Nr. (Lage) | O   | Bahnhof (U-Bahn)                                                          | U-Bahnhof Schlump                                                                           | 1965–1968                            | Sandtmann, Horst/Glienke, Dieter/Hirschfeld, Gerhard                            | 30567    | |
| 30568        | Bellealliancestraße 44, 45, 46, 47, 48, 50, 51, 52, 53, Fettstraße 1, 3, 5, 5a, 7, 7a, 9, 11, 11a, 11b, 11c, 13, 15, 17, 19, 19a, 19b, 19c, 21, 23, 25a, 25b, 25c, 27, 29, 31, 33a, 33b, 35, 37, Margaretenstraße 27, 29, 31, 31a, 33, 35, 37, 48, 50, 50a, 52, 54a, 54b, 54c, 56, 58, 60, Vereinsstraße 34, 36, 38, 40, 42, 44, 46, 48, 50, 50a, 52, 52a, 54, 54a HAUS 1, 54a HAUS 2, 54a HAUS 3, 54a HAUS 4, 54b, 56 (Lage) | E   |                                                                           | Bellealliancestraße / Fettstraße / Vereinsstraße / Margaretenstraße                         |                                      |                                                                                 | 30568    | [[Vorlage:Bilderwunsch/code!/C:53.56738,9.96212!/D:Bellealliancestraße 44, 45, 46, 47, 48, 50, 51, 52, 53, Fettstraße 1, 3, 5, 5a, 7, 7a, 9, 11, 11a, 11b, 11c, 13, 15, 17, 19, 19a, 19b, 19c, 21, 23, 25a, 25b, 25c, 27, 29, 31, 33a, 33b, 35, 37, Margaretenstraße 27, 29, 31, 31a, 33, 35, 37, 48, 50, 50a, 52, 54a, 54b, 54c, 56, 58, 60, Vereinsstraße 34, 36, 38, 40, 42, 44, 46, 48, 50, 50a, 52, 52a, 54, 54a HAUS 1, 54a HAUS 2, 54a HAUS 3, 54a HAUS 4, 54b, 56!/\|BW]] |
| 18517        | Bellealliancestraße 44 (Lage) | O   | Mehrfamilienhaus (mit Laden)                                              |                                                                                             | 1882                                 |                                                                                 | 30568    | |
| 18534        | Bellealliancestraße 45 (Lage) | O   | Mehrfamilienhaus                                                          |                                                                                             | 1898, vor                            | Elvers, Carl                                                                    | 30568    | |
| 18510        | Bellealliancestraße 46 (Lage) | O   | Mehrfamilienhaus                                                          |                                                                                             | 1885, um                             |                                                                                 | 30568    | |
| 18549        | Bellealliancestraße 47 (Lage) | O   | Mehrfamilienhaus                                                          |                                                                                             | 1882/1883                            | Elvers, Carl                                                                    | 30568    | |
| 18520        | Bellealliancestraße 48 (Lage) | O   | Mehrfamilienhaus                                                          |                                                                                             | 1885                                 | Körschner, Ph. W.                                                               | 30568    | |
| 18521        | Bellealliancestraße 50 (Lage) | O   | Mehrfamilienhaus (mit Laden)                                              |                                                                                             | 1886                                 | Grimm, John                                                                     | 30568    | |
| 18538        | Bellealliancestraße 51, 53 (Lage) | O   | Mehrfamilienhaus                                                          |                                                                                             | 1884                                 | nicht ermittelbar                                                               | 30568    | |
| 18522        | Bellealliancestraße 52 (Lage) | O   | Mehrfamilienhaus (mit Laden)                                              |                                                                                             | 1884                                 | Behr, P. C.; Böhle, A.; Brandenburg, Johann Carl                                | 30568    | |
| 30569        | Bellealliancestraße 54, 56, 56a, Fettstraße 36, 38 (Lage) | E   |                                                                           | Bellealliancestraße 54–56a / Fettstraße 36–38 (Bellealliancestr. 56a nicht mehr vorhanden)  |                                      |                                                                                 | 30569    | |
| 18571        | Bellealliancestraße 54 (Lage) | O   | Mehrfamilienhaus                                                          |                                                                                             | 1878                                 | Fischer, Heinrich                                                               | 30569    | |
| 18574        | Bellealliancestraße 56, 56a (Lage) | O   | Mehrfamilienhaus                                                          | Nr. 56a nicht mehr vorhanden                                                                | 1875                                 | nicht ermittelbar                                                               | 30569    | |
| 29044        | Bismarckstraße 57 (Lage) | O   | Mehrfamilienhaus mit Vereinsräumen                                        |                                                                                             | 1926–1928                            | Dorendorf, Ernst H.                                                             |          | weitere Bilder |
| 29045        | Bismarckstraße 59 (Lage) | O   | Mehrfamilienhaus mit Vereinsräumen                                        |                                                                                             | 1926–1928                            | Dorendorf, Ernst H.                                                             |          | weitere Bilder |
| 29046        | Bismarckstraße 61 (Lage) | O   | Mehrfamilienhaus mit Vereinsräumen                                        |                                                                                             | 1926–1928                            | Dorendorf, Ernst H.                                                             |          | weitere Bilder |
| 18388        | Bismarckstraße 77, 79 (Lage) | O   | Verwaltungsgebäude (Versicherung); Mehrfamilienwohnhaus                   |                                                                                             | 1922–1923                            | Holzapfel, Wilhelm/Richter, Paul Alfred                                         |          | weitere Bilder |
| 18394        | Bismarckstraße 83, 85 (Lage) | O   | Schule (Volksschule)                                                      | Bismarckschule, ehem. (Heute Oberstufengebäude des Helene-Lange-Gymnasiums)                 | 1900–1902                            | Baudeputation (Zimmermann, Carl Johann Christian)                               |          | weitere Bilder |
| 29520        | Bogenstraße 25, 27 (Lage) | O   | Wohnstift                                                                 | Bogenstraße 25/27, Stiftsgebäude mit Flügelbau, Vorgarten und Einfriedigung                 | 1914                                 | Friedheim, Ernst                                                                |          | |
| 30583        | Bogenstraße 43, 45, 47, Heymannstraße 6, 8, 10, Schlankreye 3, 5, 7, 9, 11, 13, 15, 17, 19, 21, 23, 25 (Lage) | E   |                                                                           | Bundesstraße / Gustav-Falke-Straße / Heymannstraße / Schlankreye                            |                                      |                                                                                 | 30583    | |
| 17172 (1396) | Bogenstraße 43 (Lage) | O   | Mehrfamilienhaus; Werkstattgebäude                                        |                                                                                             | 1928                                 | Berg & Paasche (Berg, Willy/Paasche, Max)                                       | 30583    | weitere Bilder |
| 18904 (1396) | Bogenstraße 45 (Lage) | O   | Mehrfamilienhaus; Werkstattgebäude                                        |                                                                                             | 1928                                 | Berg & Paasche (Berg, Willy/Paasche, Max)                                       | 30583    | weitere Bilder |
| 17170 (1396) | Bogenstraße 47 (Lage) | O   | Mehrfamilienhaus; Werkstattgebäude                                        |                                                                                             | 1928                                 | Berg & Paasche (Berg, Willy/Paasche, Max)                                       | 30583    | weitere Bilder |
| 29519 (1742) | Bogenstraße 59 (Lage) | O   | Schule (Realschule)                                                       | Bogenstraße 59, Bismarck-Gymnasium, Schulgebäude, Schulhofmauer und Brunnen                 | 1909–1911                            | Erbe, Albert; Schmidt                                                           |          | weitere Bilder |
| 18383        | Bundesstraße 78 (Lage) | O   | Schule                                                                    | Emilie-Wüstenfeld-Gymnasium                                                                 | 1919–1923; 1927–1928 (Erweiterung)   | Distel & Grubitz (Distel, Hermann/Grubitz, August)                              |          | weitere Bilder |
| 30584        | Bundesstraße 80, 82, 84, 86, Gustav-Falke-Straße 17, Heymannstraße 1, 3, 5, 7, Schlankreye 4 (Lage) | E   |                                                                           | Schlankreye / Bundesstraße / Gustav-Falke-Straße / Heymannstraße                            |                                      |                                                                                 | 30584    | weitere Bilder |
| 17167 (1843) | Bundesstraße 80 (Lage) | O   | Mehrfamilienhaus                                                          |                                                                                             | 1928; 1948 (Wiederaufbau)            | Laage, Richard; Stüwe, Otto (1948)                                              | 30584    | weitere Bilder |
| 17160 (1843) | Bundesstraße 82 (Lage) | O   | Mehrfamilienhaus                                                          |                                                                                             | 1928; 1948 (Wiederaufbau)            | Laage, Richard; Stüwe, Otto (1948)                                              | 30584    | weitere Bilder |
| 17161        | Bundesstraße 84 (Lage) | O   | Mehrfamilienhaus                                                          |                                                                                             | 1928; 1948 (Wiederaufbau)            | Laage, Richard; Stüwe, Otto (1948)                                              | 30584    | weitere Bilder |
| 17159        | Bundesstraße 86 (Lage) | O   | Mehrfamilienhaus                                                          |                                                                                             | 1928; 1948 (Wiederaufbau)            | Laage, Richard; Stüwe, Otto (1948)                                              | 30584    | weitere Bilder |
| 30585        | Bundesstraße 88, Schlankreye 1 (Lage) | E   |                                                                           | Staatliche Handelsschule Schlankreye                                                        |                                      |                                                                                 | 30585    | weitere Bilder |
| 18906 (1745) | Bundesstraße 88 (Lage) | O   | Schule (Handelsschule)                                                    | Staatliche Handelsschule Schlankreye                                                        | 1928–1930; 1930                      | Hinsch, Walther; Deimling, Erwin                                                | 30585    | |
| 30555        | Bundesstraße 94 (Lage) | E   |                                                                           | Schule Bundesstraße 94                                                                      |                                      |                                                                                 | 30555    | |
| 17135 (1744) | Bundesstraße 94 (Lage) | O   | Schule                                                                    | Hilfsschule Bundesstraße, ehem. (ehem. Astrid-Lindgren-Schule, heute Schule an der Isebeck) | 1926–1927                            | Baudeputation (Schumacher, Fritz/Hacker, E.)                                    | 30555    | |
| 29100 (1744) | Bundesstraße 94 (Lage) | O   | Einfriedung                                                               | Hilfsschule Bundesstraße, ehem. (Astrid-Lindgren-Schule)                                    | 1926/1927                            | Baudeputation (Schumacher, Fritz/Hacker, E.)                                    | 30555    | |
| 17144        | Bundesstraße vor Nr. 96 (Lage) | O   | Kriegerdenkmal (Kriegerdenkmal 1914/18 und 1939/45)                       |                                                                                             | 1945, vermutl. Nach                  |                                                                                 |          | |
| 30503        | Doormannsweg 12, bei Nr. 12, Fruchtallee o. Nr., in Wehbers Park (Lage) | E   |                                                                           | Hamburg-Haus Eimsbüttel Doormannsweg                                                        |                                      |                                                                                 | 30503    | weitere Bilder |
| 17597        | Doormannsweg 12 (Lage) | O   | Mehrzweckgebäude (Bürgerhaus)                                             | Hamburg-Haus Eimsbüttel                                                                     | 1963–1965                            | Seitz, Paul/Hochbauamt; Kock, Hans (Kunst am Bau)                               | 30503    | |
| 19419        | Doormannsweg bei Nr. 12 (Lage) | O   | Plastik                                                                   |                                                                                             | 1966/1967                            | Stromberger, Hildegard                                                          | 30503    | |
| 18436        | Doormannsweg gegenüber von Nr. 43, auf einem Grünstreifen (Lage) | O   | Grenzstein                                                                |                                                                                             | 1912                                 |                                                                                 |          | weitere Bilder |
| 18397        | Eichenstraße 37a (Lage) | O   | Polizeiwache (Normalpolizeiwache)                                         |                                                                                             | 1890                                 | Zimmermann, Carl Johann Christian                                               |          | |
| 18209        | Eichenstraße 44 (Lage) | O   | Etagenhaus                                                                |                                                                                             | 1912, um                             | nicht ermittelbar                                                               | 30547    | weitere Bilder |
| 15322        | Eichenstraße 46 (Lage) | O   | Etagenhaus                                                                |                                                                                             | 1912                                 | Schmidt, H. W.                                                                  | 30547    | weitere Bilder |
| 18208        | Eichenstraße 48 (Lage) | O   | Etagenhaus                                                                |                                                                                             | 1911                                 | Schmidt, H. W.                                                                  | 30547    | weitere Bilder |
| 18207        | Eichenstraße 50 (Lage) | O   | Etagenhaus                                                                |                                                                                             | 1913                                 | Winand, Carl; Krüger, Hans                                                      | 30547    | weitere Bilder |
| 18206        | Eichenstraße 52 (Lage) | O   | Etagenhaus                                                                |                                                                                             | 1914                                 | Winand, Carl; Krüger, Hans                                                      | 30547    | weitere Bilder |
| 18604        | Eichenstraße 54 (Lage) | O   | Etagenhaus                                                                |                                                                                             | 1910–1911                            | Löffler, Heinrich                                                               | 30547    | |
| 18609        | Eichenstraße 56 (Lage) | O   | Etagenhaus                                                                |                                                                                             | 1910–1911                            | Schmidt, H. W.                                                                  | 30547    | weitere Bilder |
| 30570        | Eichenstraße 58, 60, 62, 64 (Lage) | E   |                                                                           | Eichenstraße 58–64                                                                          |                                      |                                                                                 | 30570    | weitere Bilder |
| 18577        | Eichenstraße 58 (Lage) | O   | Mehrfamilienhaus                                                          |                                                                                             | 1956                                 | Gumm, Carl Theodor                                                              | 30570    | weitere Bilder |
| 18578        | Eichenstraße 60 (Lage) | O   | Mehrfamilienhaus                                                          |                                                                                             | 1956                                 | Gumm, Carl Theodor                                                              | 30570    | weitere Bilder |
| 18576        | Eichenstraße 62 (Lage) | O   | Mehrfamilienhaus                                                          |                                                                                             | 1956                                 | Gumm, Carl Theodor                                                              | 30570    | weitere Bilder |
| 18575        | Eichenstraße 64 (Lage) | O   | Mehrfamilienhaus                                                          |                                                                                             | 1956                                 | Gumm, Carl Theodor                                                              | 30570    | weitere Bilder |
| 30548        | Eichenstraße 84, 86, 90, 92, Heußweg 66, 68, 70, 71, 72, 73, 74, 75, 76, 77, 78, 79, 79a, 81, 82, 83, 85, 86, 87, 88, 89, 90, 92, 93, 94, 95, 97, 98, 99, 100, 101, 102, 103, 104, 105, 106, 107, 108, 109, 110, 111, 112, Lastropsweg 1, 2, 3, 4, 5, 6, 7, 8, 9, 10, 15, 16, 17, 18, 19, 20, 21, 22, 24, 25, 26, 27, 29, 31, 33, o. Nr., Lutterothstraße 3, 4, 5, 6, 7, 8, 9, 10, 11, 12, 13, Ottersbekallee 1, 3 (Lage)     | E   |                                                                           | Eichenstraße / Heußweg / Lastropsweg / Lutterothstraße / Ottersbekallee                     |                                      |                                                                                 | 30548    | [[Vorlage:Bilderwunsch/code!/C:53.57894,9.95539!/D:Eichenstraße 84, 86, 90, 92, Heußweg 66, 68, 70, 71, 72, 73, 74, 75, 76, 77, 78, 79, 79a, 81, 82, 83, 85, 86, 87, 88, 89, 90, 92, 93, 94, 95, 97, 98, 99, 100, 101, 102, 103, 104, 105, 106, 107, 108, 109, 110, 111, 112, Lastropsweg 1, 2, 3, 4, 5, 6, 7, 8, 9, 10, 15, 16, 17, 18, 19, 20, 21, 22, 24, 25, 26, 27, 29, 31, 33, o. Nr., Lutterothstraße 3, 4, 5, 6, 7, 8, 9, 10, 11, 12, 13, Ottersbekallee 1, 3!/\|BW]]     |
| 18230        | Eichenstraße 84, 86 (Lage) | O   | Etagenhaus (mit Laden)                                                    |                                                                                             | 1907                                 | Plötz, Carl                                                                     | 30548    | weitere Bilder |
| 15326        | Eichenstraße 90 (Lage) | O   | Etagenhaus (mit Laden)                                                    |                                                                                             | 1906                                 | Lindhorst, Albert                                                               | 30548    | weitere Bilder |
| 18210        | Eichenstraße 92 (Lage) | O   | Etagenhaus                                                                |                                                                                             | 1906                                 | nicht ermittelbar                                                               | 30548    | weitere Bilder |
| 18384        | Eimsbütteler Brücke o. Nr. (Lage) | O   | Straßenbrücke                                                             | Eimsbütteler Brücke                                                                         | 1910–1911                            | Baudeputation (vermutl.)                                                        |          | |
| 18389        | Eimsbütteler Chaussee 23 (Lage) | O   | Fabrikanlage (Fleischwarenfabrik)                                         |                                                                                             | 1914                                 | Gevert, Edmund; Beyerstedt, F.                                                  |          | |
| 18390 (1237) | Eimsbütteler Straße 36 (Lage) | O   | Luftschutzbau, Bunkerhaus                                                 |                                                                                             | 1942–1943                            | Esselmann, Heinz/Mramor, J. R./Theil, Emil                                      |          | |
| 17146 (1134) | Emilienstraße 71 (Lage) | O   | Landhaus                                                                  |                                                                                             | 1881/1882                            | Grotjan, Johannes Martin Friedrich                                              |          | |
| 18387        | Eppendorfer Weg 9 (Lage) | O   | Mehrfamilienhaus (mit Laden, Handwerksbetrieb (Fleischerei))              |                                                                                             | 1910                                 | Brünicke, Wilhelm                                                               |          | |
| 30504        | Eppendorfer Weg 54, 56, 58, 75, 77, Henriettenweg 5, 7, 9, 11, 13, 14, 16, 17, Tornquiststraße 1, 3, 4, 5, 7, Von-der-Tann-Straße 1, Weidenstieg 2a, 5a (Lage) | E   |                                                                           | Henriettenweg / Eppendorfer Weg / Tornquiststraße / Von der Tann-Straße / Weidenstieg       |                                      |                                                                                 | 30504    | BW |
| 17598        | Eppendorfer Weg 54 (Lage) | O   | Mehrfamilienhaus                                                          |                                                                                             | 1898                                 | Lindhorst, Albert                                                               | 30504    | weitere Bilder |
| 17606        | Eppendorfer Weg 56 (Lage) | O   | Etagenhaus                                                                |                                                                                             | 1885                                 | nicht ermittelbar                                                               | 30504    | weitere Bilder |
| 17611        | Eppendorfer Weg 58 (Lage) | O   | Mehrfamilienhaus (mit Gaststätte und Laden)                               |                                                                                             | 1885, um                             | nicht ermittelbar                                                               | 30504    | weitere Bilder |
| 17659        | Eppendorfer Weg 75 (Lage) | O   | Wohn- und Geschäftshaus                                                   |                                                                                             | 1889–1890                            | Schmidt & Wurzbach (Schmidt, Ernst/Wurzbach, Hermann)                           | 30504    | weitere Bilder |
| 17605        | Eppendorfer Weg 77 (Lage) | O   | Wohn- und Geschäftshaus                                                   |                                                                                             | 1898–1899                            | Rix, Max                                                                        | 30504    | |
| 29468        | Eppendorfer Weg 87a (Lage) | O   | Werkstattgebäude                                                          | Eppendorfer Weg 87a, Gebäude und Hof-Pflasterung                                            | 1906                                 | Heuer/Matthies                                                                  |          | weitere Bilder |
| 30496        | Felix-Dahn-Straße 3, 7, Hohe Weide 16 (Lage) | E   |                                                                           | Schul- und Lehrgebäude Felix-Dahn-Straße / Hohe Weide                                       |                                      |                                                                                 | 30496    | BW |
| 17276 (1746) | Felix-Dahn-Straße 3 (Lage) | O   | Schul- und Lehrgebäude                                                    |                                                                                             | 1911–1914; 1929–1931                 | Baudeputation (Erbe, Albert, Schumacher, Fritz., Hacker, E., Schmidt, (?))      | 30496    | BW |
| 17277 (1746) | Felix-Dahn-Straße 7 (Lage) | O   | Schul- und Lehrgebäude                                                    |                                                                                             | 1911–1914; 1929–1931                 | Baudeputation (Erbe, Albert/Schumacher, Fritz/Hacker, E./Schmidt, (?))          | 30496    | |
| 18523        | Fettstraße 1 (Lage) | O   | Mehrfamilienhaus (mit Laden)                                              |                                                                                             | 1880                                 | Nissen, A. A. F./Spahr, F.                                                      | 30568    | |
| 18565        | Fettstraße 3 (Lage) | O   | Mehrfamilienhaus                                                          |                                                                                             | 1886                                 | nicht ermittelbar                                                               | 30568    | |
| 30498        | Fettstraße 5, 5a, 7, 7a, 9, 11 | E   |                                                                           | Fettstraße 5/7                                                                              |                                      |                                                                                 | 30498    | |
| 17288        | Fettstraße 5, 7 (Lage) | O   | Mehrfamilienhaus                                                          |                                                                                             | 1909                                 | Deeke, Wilh.                                                                    | 30568    | |
| 17286        | Fettstraße 5a (Lage) | O   | Werkstattgebäude                                                          |                                                                                             | 1891                                 | Jacobssen, Richard                                                              | 30568    | |
| 17285        | Fettstraße 7a (Lage) | O   | Werkstattgebäude                                                          |                                                                                             | 1887; 1901 (Aufstockung)             | Bahre & Querfeld (Bahre, Ricardo/Querfeld, Carl)                                | 30568    | |
| 17287        | Fettstraße 9 (Lage) | O   | Mehrfamilienhaus                                                          |                                                                                             | 1887                                 | Zschernitz, C. C. J. A.                                                         | 30568    | |
| 30497        | Fettstraße 10, 12, 16, 18, 20, 22, 24, 26 (Lage) | E   |                                                                           | Fettstraße 10/12, 16–26                                                                     |                                      |                                                                                 | 30497    | |
| 17280        | Fettstraße 10, 12 (Lage) | O   | Mehrfamilienhaus                                                          |                                                                                             | 1914                                 | Vagts, Cerstan August Hinrich                                                   | 30497    | |
| 17284        | Fettstraße 11 (Lage) | O   | Mehrfamilienhaus                                                          |                                                                                             | 1887                                 | Zschernitz, C. C. J. A.                                                         | 30568    | |
| 18541        | Fettstraße 11a (Lage) | O   | Mehrfamilienhaus (mit Werkstatt, zugl. Hinterhaus)                        |                                                                                             | 1887                                 | Zschernitz, C. C. J. A.                                                         | 30568    | |
| 18533        | Fettstraße 11b (Lage) | O   | Mehrfamilienhaus (mit Werkstatt, zugl. Hinterhaus)                        |                                                                                             | 1887                                 | Zschernitz, C. C. J. A.                                                         | 30568    | |
| 18542        | Fettstraße 11c (Lage) | O   | Mehrfamilienhaus (mit Werkstatt, zugl. Hinterhaus)                        |                                                                                             | 1887                                 | Zschernitz, C. C. J. A.                                                         | 30568    | |
| 18559        | Fettstraße 13 (Lage) | O   | Mehrfamilienhaus                                                          |                                                                                             | 1887                                 | Zschernitz, C. C. J. A.                                                         | 30568    | |
| 18553        | Fettstraße 15 (Lage) | O   | Mehrfamilienhaus                                                          |                                                                                             | 1887/1888                            | Zschernitz, C. C. J. A.                                                         | 30568    | |
| 17283        | Fettstraße 16 (Lage) | O   | Mehrfamilienhaus                                                          |                                                                                             | 1887                                 | Nissen, A. A. F.                                                                | 30497    | |
| 18516        | Fettstraße 17 (Lage) | O   | Mehrfamilienhaus                                                          |                                                                                             | 1887/1888                            | Zschernitz, C. C. J. A.                                                         | 30568    | |
| 17279        | Fettstraße 18, 20 (Lage) | O   | Mehrfamilienhaus                                                          |                                                                                             | 1887                                 | Zschernitz, C. C. J. A.                                                         | 30497    | |
| 18519        | Fettstraße 19 (Lage) | O   | Mehrfamilienhaus                                                          |                                                                                             | 1887/1888                            | Zschernitz, C. C. J. A.                                                         | 30568    | |
| 18554        | Fettstraße 19a (Lage) | O   | Mehrfamilienhaus (Hinterhaus)                                             |                                                                                             | 1887/1888                            | Zschernitz, C. C. J. A.                                                         | 30568    | |
| 18531        | Fettstraße 19b (Lage) | O   | Mehrfamilienhaus (Hinterhaus)                                             |                                                                                             | 1887/1888                            | Zschernitz, C. C. J. A.                                                         | 30568    | |
| 18530        | Fettstraße 19c (Lage) | O   | Mehrfamilienhaus (Hinterhaus)                                             |                                                                                             | 1887/1888                            | Zschernitz, C. C. J. A.                                                         | 30568    | |
| 18524        | Fettstraße 21 (Lage) | O   | Mehrfamilienhaus                                                          |                                                                                             | 1887/1889                            | Zschernitz, C. C. J. A.                                                         | 30568    | |
| 17281        | Fettstraße 22 (Lage) | O   | Mehrfamilienhaus                                                          |                                                                                             | 1882                                 | Bregartner, Wilhelm                                                             | 30497    | |
| 18515        | Fettstraße 23 (Lage) | O   | Mehrfamilienhaus                                                          |                                                                                             | 1887/1889                            | Zschernitz, C. C. J. A.                                                         | 30568    | |
| 17278        | Fettstraße 24 (Lage) | O   | Mehrfamilienhaus                                                          |                                                                                             | 1887–1888                            | Hinsch, C. T. D.                                                                | 30497    | |
| 18556        | Fettstraße 25a (Lage) | O   | Mehrfamilienhaus                                                          |                                                                                             | 1887/1889                            | Zschernitz, C. C. J. A.                                                         | 30568    | |
| 18529        | Fettstraße 25b (Lage) | O   | Mehrfamilienhaus                                                          |                                                                                             | 1887/1889                            | Zschernitz, C. C. J. A.                                                         | 30568    | BW |
| 18528        | Fettstraße 25c (Lage) | O   | Mehrfamilienhaus                                                          |                                                                                             | 1887/1889                            | Zschernitz, C. C. J. A.                                                         | 30568    | BW |
| 17282        | Fettstraße 26 (Lage) | O   | Mehrfamilienhaus                                                          |                                                                                             | 1885                                 | Grütz                                                                           | 30497    | |
| 18545        | Fettstraße 27 (Lage) | O   | Mehrfamilienhaus                                                          |                                                                                             | 1887/1889                            | Zschernitz, C. C. J. A.                                                         | 30568    | |
| 18546        | Fettstraße 29 (Lage) | O   | Mehrfamilienhaus                                                          |                                                                                             | 1887/1889                            | Zschernitz, C. C. J. A.                                                         | 30568    | |
| 18558        | Fettstraße 31 (Lage) | O   | Wohngebäude (Vorderhaus, Wohnterrasse)                                    |                                                                                             | 1889/1890                            | Bühring, A. H.                                                                  | 30568    | |
| 18555        | Fettstraße 33a, 33b (Lage) | O   | Wohngebäude (Hinterhaus, Wohnterrasse)                                    |                                                                                             | 1889/1890                            | Bühring, A. H.                                                                  | 30568    | |
| 18525        | Fettstraße 35 (Lage) | O   | Wohngebäude (Vorderhaus, Wohnterrasse)                                    |                                                                                             | 1889/1890                            | Bühring, A. H.                                                                  | 30568    | BW |
| 18572        | Fettstraße 36 (Lage) | O   | Mehrfamilienhaus                                                          |                                                                                             | 1884                                 | Fischer, Heinrich                                                               | 30569    | |
| 18548        | Fettstraße 37 (Lage) | O   | Mehrfamilienhaus (mit Laden)                                              |                                                                                             | 1886                                 | Howe, T.                                                                        | 30568    | |
| 18573        | Fettstraße 38 (Lage) | O   | Mehrfamilienhaus                                                          |                                                                                             | 1878                                 | Fischer, Heinrich                                                               | 30569    | |
| 17150 (932)  | Fruchtallee 15, 17 (Lage) | O   | Doppelhaus                                                                |                                                                                             | 1877/1878                            | Holst, C. H. J.                                                                 |          | |
| 18719 (1599) | Fruchtallee 22 (Lage) | O   | Pastorat                                                                  |                                                                                             | 1883–1884                            | Hildebrandt, Ernst                                                              | 30506    | |
| 30500        | Fruchtallee 23, 25 (Lage) | E   |                                                                           | Fruchtallee 23–25                                                                           |                                      |                                                                                 | 30500    | BW |
| 17590        | Fruchtallee 23 (Lage) | O   | Mehrfamilienhaus                                                          |                                                                                             | 1876–1877                            | Greulich, J. C. A.                                                              | 30500    | |
| 17591        | Fruchtallee 25 (Lage) | O   | Mehrfamilienhaus                                                          |                                                                                             | 1879                                 | nicht ermittelbar                                                               | 30500    | |
| 30499        | Fruchtallee 110, 110 HAUS 1, 110 HAUS 2, 110 HAUS 3, 112, 114, 116 (Lage) | E   |                                                                           | Fruchtallee 110–116                                                                         |                                      |                                                                                 | 30499    | BW |
| 17589        | Fruchtallee 110 HAUS 1 (Lage) | O   | Mehrfamilienhaus (Wohnterrasse)                                           |                                                                                             | 1892                                 | Peters, W./Liebel, Hans                                                         | 30499    | |
| 17584        | Fruchtallee 110 HAUS 2 (Lage) | O   | Mehrfamilienhaus (Wohnterrasse)                                           |                                                                                             | 1892                                 | Peters, W./Liebel, Hans                                                         | 30499    | |
| 17585        | Fruchtallee 110 HAUS 3 (Lage) | O   | Mehrfamilienhaus (Wohnterrasse)                                           |                                                                                             | 1892                                 | Peters, W./Liebel, Hans                                                         | 30499    | |
| 17586        | Fruchtallee 110, 112 (Lage) | O   | Mehrfamilienhaus (Vorderhaus)                                             |                                                                                             | 1892                                 | Peters, W./Liebel, Hans                                                         | 30499    | |
| 17588        | Fruchtallee 114 (Lage) | O   | Mehrfamilienhaus (Wohnterrasse)                                           |                                                                                             | 1892                                 | Peters, W./Liebel, Hans                                                         | 30499    | |
| 17587        | Fruchtallee 116 (Lage) | O   | Mehrfamilienhaus (Wohnterrasse)                                           |                                                                                             | 1892                                 | Peters, W./Liebel, Hans                                                         | 30499    | |
| 19418        | Fruchtallee o. Nr., in Wehbers Park (Lage) | O   | Plastik                                                                   |                                                                                             | 1967                                 | Stromberger, Hildegard                                                          | 30503    | |
| 17173        | Gustav-Falke-Straße 17 (Lage) | O   | Mehrfamilienhaus                                                          |                                                                                             | 1928; 1948 (Wiederaufbau)            | Laage, Richard; Stüwe, Otto (1948)                                              | 30584    | weitere Bilder |
| 17600        | Henriettenweg 5 (Lage) | O   | Mehrfamilienhaus (mit Gaststätte und Laden)                               |                                                                                             | 1898–1899                            | Mandix, Heinrich                                                                | 30504    | weitere Bilder |
| 17603        | Henriettenweg 7 (Lage) | O   | Mehrfamilienhaus (mit Gaststätte und Laden)                               |                                                                                             | 1898–1899                            | Mandix, Heinrich                                                                | 30504    | weitere Bilder |
| 17660        | Henriettenweg 9 (Lage) | O   | Mehrfamilienhaus                                                          |                                                                                             | 1898–1899                            | Mandix, Heinrich                                                                | 30504    | weitere Bilder |
| 17601 (1315) | Henriettenweg 11 (Lage) | O   | Mehrfamilienhaus (mit Laden)                                              |                                                                                             | 1898–1899                            | Mandix, Heinrich                                                                | 30504    | weitere Bilder |
| 17661        | Henriettenweg 13, 17 (Lage) | O   | Mehrfamilienhaus                                                          |                                                                                             | 1898–1899                            | Rix, Max                                                                        | 30504    | weitere Bilder |
| 17602        | Henriettenweg 14, 16 (Lage) | O   | Mehrfamilienhaus (mit Laden, vermutl.)                                    |                                                                                             | 1910, um                             | nicht ermittelbar                                                               | 30504    | weitere Bilder |
| 18223        | Heußweg 66, 68 (Lage) | O   | Etagenhaus (mit Gaststätte und Laden)                                     |                                                                                             | 1906                                 | nicht ermittelbar                                                               | 30548    | |
| 18234        | Heußweg 70, 72 (Lage) | O   | Etagenhaus (mit Laden)                                                    |                                                                                             | 1906                                 | Lindhorst, Albert                                                               | 30548    | |
| 18215        | Heußweg 74, 76 (Lage) | O   | Etagenhaus (mit Laden)                                                    |                                                                                             | 1906–1907                            | Lindhorst, Albert                                                               | 30548    | |
| 18240        | Heußweg 78, 82 (Lage) | O   | Mehrfamilienhaus                                                          |                                                                                             | 1950/1960                            | nicht ermittelt                                                                 | 30548    | |
| 18227        | Heußweg 86, 88 (Lage) | O   | Etagenhaus (mit Laden)                                                    |                                                                                             | 1906–1907; 1914                      | Lindhorst, Albert                                                               | 30548    | |
| 18225        | Heußweg 90 (Lage) | O   | Etagenhaus (mit Laden)                                                    |                                                                                             | 1906–1907                            | Lindhorst, Albert                                                               | 30548    | |
| 18236        | Heußweg 92 (Lage) | O   | Etagenhaus (mit Laden)                                                    |                                                                                             | 1907                                 | Lindhorst, Albert                                                               | 30548    | |
| 15327        | Heußweg 94 (Lage) | O   | Etagenhaus                                                                |                                                                                             | 1906–1907                            | Lindhorst, Albert                                                               | 30548    | |
| 18244        | Heußweg 98 (Lage) | O   | Etagenhaus                                                                |                                                                                             | 1907                                 | Frühauf, Carl Heinrich                                                          | 30548    | |
| 17615        | Heußweg 100 (Lage) | O   | Etagenhaus (mit Laden)                                                    |                                                                                             | 1906–1907                            | Frühauf, Carl Heinrich                                                          | 30548    | |
| 17616        | Heußweg 102 (Lage) | O   | Etagenhaus (mit Laden)                                                    |                                                                                             | 1906                                 | Frühauf, Carl Heinrich                                                          | 30548    | |
| 17617        | Heußweg 104, 106 (Lage) | O   | Etagenhaus (mit Laden)                                                    |                                                                                             | 1907–1908                            | Frieling, Theodor                                                               | 30548    | |
| 17618        | Heußweg 108, 110 (Lage) | O   | Etagenhaus (mit Laden)                                                    |                                                                                             | 1908                                 | Frieling, Theodor                                                               | 30548    | |
| 17619        | Heußweg 112 (Lage) | O   | Etagenhaus (mit Laden)                                                    |                                                                                             | 1908–1909                            | Frieling, Theodor                                                               | 30548    | |
| 17163        | Heymannstraße 1 (Lage) | O   | Mehrfamilienhaus                                                          |                                                                                             | 1928; 1948 (Wiederaufbau)            | Laage, Richard; Stüwe, Otto (1948)                                              | 30584    | |
| 17157        | Heymannstraße 3 (Lage) | O   | Mehrfamilienhaus                                                          |                                                                                             | 1928; 1948 (Wiederaufbau)            | Laage, Richard; Stüwe, Otto (1948)                                              | 30584    | |
| 17158 (1781) | Heymannstraße 5 (Lage) | O   | Mehrfamilienhaus                                                          |                                                                                             | 1928; 1948 (Wiederaufbau)            | Laage, Richard; Stüwe, Otto (1948)                                              | 30584    | |
| 17171 (1396) | Heymannstraße 6 (Lage) | O   | Mehrfamilienhaus; Werkstattgebäude                                        |                                                                                             | 1928                                 | Berg & Paasche (Berg, Willy/Paasche, Max)                                       | 30583    | weitere Bilder |
| 17162 (1781) | Heymannstraße 7 (Lage) | O   | Mehrfamilienhaus                                                          |                                                                                             | 1928; 1948 (Wiederaufbau)            | Laage, Richard; Stüwe, Otto (1948)                                              | 30584    | |
| 17174 (1396) | Heymannstraße 8 (Lage) | O   | Mehrfamilienhaus; Werkstattgebäude                                        |                                                                                             | 1928                                 | Berg & Paasche (Berg, Willy/Paasche, Max)                                       | 30583    | weitere Bilder |
| 17169 (1396) | Heymannstraße 10 (Lage) | O   | Mehrfamilienhaus; Werkstattgebäude                                        |                                                                                             | 1928                                 | Berg & Paasche (Berg, Willy/Paasche, Max)                                       | 30583    | |
| 17145        | Hohe Weide 15 (Lage) | O   | Kriegerdenkmal (Kriegerdenkmal 1914/18)                                   |                                                                                             | 1923                                 | Hellweg                                                                         |          | |
| 18381        | Hohe Weide 15 (Lage) | O   | Badeanstalt                                                               | Kaifu-Bad                                                                                   | 1893–1895; 1906 (Erweiterung)        | Meyer, Franz Andreas; Vermehren, Eduard (1906 Erweiterung)                      |          | |
| 17275 (1746) | Hohe Weide 16 (Lage) | O   | Schul- und Lehrgebäude                                                    |                                                                                             | 1911–1914; 1929–1931                 | Baudeputation (Erbe, Albert/Schumacher, Fritz/Hacker, E./Schmidt, (?))          | 30496    | weitere Bilder |
| 29515 (1434) | Hohe Weide 34 (Lage) | O   | Synagoge                                                                  | Hohe Weide 34, Synagoge Hohe Weide mit Gemeindezentrum                                      | 1958–1960                            | Wongel, Karlheinz; May, Franz                                                   |          | |
| 30556        | Im Gehölz o. Nr., o. Nr., Eimsbüttler Park (Lage) | E   |                                                                           | Eimsbüttler Park                                                                            |                                      |                                                                                 | 30556    | |
| 26372        | Im Gehölz o. Nr. (Lage) | O   | Park                                                                      | Eimsbüttler Park                                                                            | 1832, ab; 1875–76; 1892, ab          |                                                                                 | 30556    | |
| 18396        | Im Gehölz o. Nr., Eimsbüttler Park (Lage) | O   | Toilettenhäuschen                                                         | Eimsbüttler Park                                                                            | 1904                                 | Baudeputation (Necker, Theodor)                                                 | 30556    | |
| 18382 (1741) | Kaiser-Friedrich-Ufer 6 (Lage) | O   | Schule (Oberrealschule)                                                   | Kaiser-Friedrich-Gymnasium                                                                  | 1909–1912 (vermutl.)                 | Erbe, Albert/Lubbe, Paul/Elkart, Karl                                           |          | |
| 30588        | Kielortallee 22, 23, 24, 25, 26 (Lage) | E   |                                                                           | Wohnstift Kielortallee                                                                      |                                      |                                                                                 | 30588    | |
| 19090        | Kielortallee 22, 24 (Lage) | O   | Wohnstift                                                                 |                                                                                             | 1907–1908                            | Friedheim, Ernst                                                                | 30588    | weitere Bilder |
| 19092        | Kielortallee 23 (Lage) | O   | Wohnstift                                                                 |                                                                                             | 1909                                 | Stammann & Zinnow (Stammann, Hugo/Zinnow, Gustav)                               | 30588    | |
| 19091 (686)  | Kielortallee 25 (Lage) | O   | Wohnstift                                                                 |                                                                                             | 1928                                 | Averhoff & Dyrssen (Averhoff, Peter/Dyrssen, Friedrich)                         | 30588    | |
| 19093 (686)  | Kielortallee 26 (Lage) | O   | Wohnstift                                                                 |                                                                                             | 1930                                 | Averhoff & Dyrssen (Averhoff, Peter/Dyrssen, Friedrich)                         | 30588    | |
| 30574        | Kleiner Schäferkamp 28, Schäferstraße 1, 2, 3, 4, 5, 6, 7, 8, 9, 9a, 9b, 11, 11a, 11b (Lage) | E   |                                                                           | Kleiner Schäferkamp / Schäferstraße                                                         |                                      |                                                                                 | 30574    | BW |
| 18731        | Kleiner Schäferkamp 28 (Lage) | O   | Mehrfamilienhaus (mit Laden)                                              |                                                                                             | 1875                                 | Schirlitz, F. G.                                                                | 30574    | BW |
| 30591        | Kleiner Schäferkamp 58, 60, Weidenallee 2, 2a, 2b, 4 (Lage) | E   |                                                                           | Weidenallee / Kleiner Schäferkamp                                                           |                                      |                                                                                 | 30591    | BW |
| 19109        | Kleiner Schäferkamp 58, 60 (Lage) | O   | Mehrfamilienhaus                                                          |                                                                                             | 1898–1899                            | Lindhorst, Albert                                                               | 30591    | BW |
| 18237        | Lastropsweg 1 (Lage) | O   | Etagenhaus (mit Laden)                                                    |                                                                                             | 1906                                 | Lindhorst, Albert                                                               | 30548    | weitere Bilder |
| 15328        | Lastropsweg 2 (Lage) | O   | Etagenhaus                                                                |                                                                                             | 1907                                 | Plötz, Carl                                                                     | 30548    | weitere Bilder |
| 18246        | Lastropsweg 3 (Lage) | O   | Etagenhaus (mit Laden)                                                    |                                                                                             | 1907                                 | Frühauf, Carl Heinrich                                                          | 30548    | |
| 18231        | Lastropsweg 4 (Lage) | O   | Etagenhaus (mit Laden)                                                    |                                                                                             | 1907–1908                            | Plötz, Carl                                                                     | 30548    | weitere Bilder |
| 18239        | Lastropsweg 5 (Lage) | O   | Etagenhaus (mit Laden)                                                    |                                                                                             | 1907–1908                            | Frühauf, Carl Heinrich                                                          | 30548    | weitere Bilder |
| 18232        | Lastropsweg 6 (Lage) | O   | Etagenhaus (mit Laden)                                                    |                                                                                             | 1907–1908                            | Ströh, Claus Christian                                                          | 30548    | weitere Bilder |
| 15324        | Lastropsweg 7, 9 (Lage) | O   | Etagenhaus (mit Laden)                                                    | (per Januar 2023 total eingerüstet)                                                         | 1907–1908                            | Frühauf, Carl Heinrich                                                          | 30548    | BW |
| 18233        | Lastropsweg 8 (Lage) | O   | Etagenhaus (mit Laden)                                                    |                                                                                             | 1908                                 | Ströh, Claus Christian                                                          | 30548    | weitere Bilder |
| 18247        | Lastropsweg 10 (Lage) | O   | Etagenhaus                                                                |                                                                                             | 1908–1909                            | Frühauf, Carl Heinrich                                                          | 30548    | weitere Bilder |
| 18241        | Lastropsweg 15, 17 (Lage) | O   | Etagenhaus                                                                |                                                                                             | 1907                                 | Frühauf, Carl Heinrich                                                          | 30548    | weitere Bilder |
| 18235        | Lastropsweg 16, 18 (Lage) | O   | Etagenhaus                                                                |                                                                                             | 1951/1960                            | nicht ermittelt                                                                 | 30548    | weitere Bilder |
| 18242        | Lastropsweg 19 (Lage) | O   | Etagenhaus (mit Laden)                                                    |                                                                                             | 1907                                 | Frühauf, Carl Heinrich                                                          | 30548    | weitere Bilder |
| 17623        | Lastropsweg 20 (Lage) | O   | Etagenhaus (mit Laden)                                                    |                                                                                             | 1907–1908                            | Lindhorst, Albert                                                               | 30548    | weitere Bilder |
| 18243        | Lastropsweg 21 (Lage) | O   | Etagenhaus, Wohn- und Geschäftshaus (mit Gaststätte und Laden)            |                                                                                             | 1906–1907                            | Lindhorst, Albert                                                               | 30548    | weitere Bilder |
| 15325        | Lastropsweg 22 (Lage) | O   | Etagenhaus                                                                |                                                                                             | 1907–1908                            | Frühauf, Carl Heinrich                                                          | 30548    | weitere Bilder |
| 17622        | Lastropsweg 24, 26 (Lage) | O   | Etagenhaus                                                                |                                                                                             | 1908, um                             | nicht ermittelbar                                                               | 30548    | weitere Bilder |
| 15332        | Lastropsweg 25 (Lage) | O   | Etagenhaus (mit Laden); Vorplatz                                          |                                                                                             | 1907–1908                            | Frühauf, Carl Heinrich                                                          | 30548    | |
| 15330        | Lastropsweg 27 (Lage) | O   | Etagenhaus (mit Laden); Vorplatz                                          |                                                                                             | 1907–1908                            | Frühauf, Carl Heinrich                                                          | 30548    | |
| 18213        | Lastropsweg 29 (Lage) | O   | Etagenhaus (mit Laden); Vorplatz                                          |                                                                                             | 1907–1908                            | Frühauf, Carl Heinrich                                                          | 30548    | |
| 18228        | Lastropsweg 31 (Lage) | O   | Etagenhaus                                                                |                                                                                             | 1908–1909                            | Frühauf, Carl Heinrich                                                          | 30548    | |
| 17612        | Lastropsweg 33 (Lage) | O   | Etagenhaus                                                                |                                                                                             | 1908–1909                            | Frühauf, Carl Heinrich                                                          | 30548    | |
| 18245        | Lastropsweg o. Nr. (Lage) | O   | Straßenpflaster                                                           |                                                                                             | 1909                                 |                                                                                 | 30548    | |
| 15333        | Lutterothstraße 3, 5 (Lage) | O   | Etagenhaus                                                                |                                                                                             | 1907–1908                            | Lindhorst, Albert                                                               | 30548    | weitere Bilder |
| 18226        | Lutterothstraße 4 (Lage) | O   | Etagenhaus                                                                |                                                                                             | 1906–1907                            | Lindhorst, Albert                                                               | 30548    | |
| 18224        | Lutterothstraße 6 (Lage) | O   | Etagenhaus (mit Laden)                                                    |                                                                                             | 1907–1908                            | Frühauf, Carl Heinrich                                                          | 30548    | weitere Bilder |
| 15329        | Lutterothstraße 7 (Lage) | O   | Etagenhaus                                                                |                                                                                             | 1906–1907                            | Lindhorst, Albert                                                               | 30548    | |
| 17613        | Lutterothstraße 8, 10 (Lage) | O   | Etagenhaus (mit Laden)                                                    |                                                                                             | 1907–1908                            | Frühauf, Carl Heinrich                                                          | 30548    | weitere Bilder |
| 15334        | Lutterothstraße 9 (Lage) | O   | Etagenhaus                                                                |                                                                                             | 1906–1907                            | Lindhorst, Albert                                                               | 30548    | |
| 18211        | Lutterothstraße 11 (Lage) | O   | Etagenhaus                                                                |                                                                                             | 1906–1907                            | Lindhorst, Albert                                                               | 30548    | weitere Bilder |
| 17614        | Lutterothstraße 12 (Lage) | O   | Etagenhaus (mit Laden)                                                    |                                                                                             | 1906–1907                            | Frühauf, Carl Heinrich                                                          | 30548    | weitere Bilder |
| 15323        | Lutterothstraße 13 (Lage) | O   | Etagenhaus                                                                |                                                                                             | 1906–1907                            | Engel, Semmy                                                                    | 30548    | BW |
| 18540        | Margaretenstraße 27 (Lage) | O   | Mehrfamilienhaus/Gaststätte                                               |                                                                                             | 1880                                 | Lindhorst, H.                                                                   | 30568    | |
| 18518        | Margaretenstraße 29 (Lage) | O   | Mehrfamilienhaus                                                          |                                                                                             | 1879/1880                            | Bracker                                                                         | 30568    | |
| 18539        | Margaretenstraße 31, 31a (Lage) | O   | Mehrfamilienhaus (mit Laden)                                              |                                                                                             | 1885, um                             | nicht ermittelbar                                                               | 30568    | |
| 18537        | Margaretenstraße 33 (Lage) | O   | Mehrfamilienhaus (mit Laden)                                              |                                                                                             | 1885, um; 1896                       | nicht ermittelbar                                                               | 30568    | BW |
| 18536        | Margaretenstraße 35 (Lage) | O   | Mehrfamilienhaus (mit Laden)                                              |                                                                                             | 1885                                 | Nissen, A. A. F.                                                                | 30568    | |
| 18535        | Margaretenstraße 37 (Lage) | O   | Mehrfamilienhaus (mit Laden)                                              |                                                                                             | 1880                                 | Spahr, F.; Nissen, A. A. F.                                                     | 30568    | |
| 18386        | Margaretenstraße 42, 44 (Lage) | O   | Mehrfamilienhaus (mit Laden)                                              |                                                                                             | 1870, um                             | nicht ermittelbar                                                               |          | |
| 18514        | Margaretenstraße 48 (Lage) | O   | Mehrfamilienhaus (mit Laden, vermutl.)                                    |                                                                                             | 1881                                 | nicht ermittelbar                                                               | 30568    | |
| 18513        | Margaretenstraße 50, 50a (Lage) | O   | Mehrfamilienhaus (Vorderhaus)                                             |                                                                                             | 1882                                 | Fahrenkrug, J. H. (vermutl.)                                                    | 30568    | |
| 18512        | Margaretenstraße 52 (Lage) | O   | Mehrfamilienhaus (Vorderhaus)                                             |                                                                                             | 1887                                 | Nissen, A. A. F.                                                                | 30568    | BW |
| 18557        | Margaretenstraße 54a (Lage) | O   | Mehrfamilienhaus                                                          |                                                                                             | 1887                                 | Nissen, A. A. F. (vermutl.)                                                     | 30568    | |
| 18527        | Margaretenstraße 54b (Lage) | O   | Mehrfamilienhaus                                                          |                                                                                             | 1887                                 | Nissen, A. A. F. (vermutl.)                                                     | 30568    | |
| 18526        | Margaretenstraße 54c (Lage) | O   | Mehrfamilienhaus                                                          |                                                                                             | 1887                                 | Nissen, A. A. F. (vermutl.)                                                     | 30568    | |
| 18561        | Margaretenstraße 56 (Lage) | O   | Mehrfamilienhaus                                                          |                                                                                             | 1887                                 | Nissen, A. A. F.                                                                | 30568    | |
| 18570        | Margaretenstraße 58 (Lage) | O   | Mehrfamilienhaus                                                          |                                                                                             | 1887                                 | Nissen, A. A. F.                                                                | 30568    | |
| 18511        | Margaretenstraße 60 (Lage) | O   | Mehrfamilienhaus; Werkstatt                                               |                                                                                             | 1878/1879                            | Nissen, A. A. F.                                                                | 30568    | |
| 30505        | Moorkamp 2, Schäferkampsallee 36 (Lage) | E   |                                                                           | Jerusalem-Krankenhaus und Kirche                                                            |                                      |                                                                                 | 30505    | |
| 17662 (1632) | Moorkamp 2 (Lage) | O   | Krankenhaus                                                               | Jerusalem-Krankenhaus                                                                       | 1911–1912; 1925                      | Grotjan, Johannes Martin Friedrich; Fehmer, Heinrich; Rieck, Carl               | 30505    | |
| 31255        | Moorkamp 10, 12, 14, 16, 18, 20, 22, 24, 26, 28 (Lage) | E   |                                                                           | Moorkamp 10-28                                                                              |                                      |                                                                                 | 31255    | |
| 29082        | Moorkamp 10 (Lage) | O   | Geschosswohnungsbau                                                       |                                                                                             | 1924/1925; 1953                      | Vicenz, Ernst; Grimm, George                                                    | 31255    | |
| 29116        | Moorkamp 12 (Lage) | O   | Geschosswohnungsbau                                                       |                                                                                             | 1924/25; 1953                        | Vicenz, Ernst; Grimm, George                                                    | 31255    | |
| 29110        | Moorkamp 14 (Lage) | O   | Geschosswohnungsbau                                                       |                                                                                             | 1924/1925; 1953                      | Vicenz, Ernst; Grimm, George                                                    | 31255    | |
| 29111        | Moorkamp 16 (Lage) | O   | Geschosswohnungsbau                                                       |                                                                                             | 1924/1925; 1953                      | Vicenz, Ernst; Grimm, George                                                    | 31255    | |
| 29112        | Moorkamp 18 (Lage) | O   | Geschosswohnungsbau                                                       |                                                                                             | 1924/1925; 1953                      | Vicenz, Ernst; Grimm, George                                                    | 31255    | |
| 29113        | Moorkamp 20 (Lage) | O   | Geschosswohnungsbau                                                       |                                                                                             | 1924/1925; 1953                      | Vicenz, Ernst; Grimm, George                                                    | 31255    | |
| 29114        | Moorkamp 22 (Lage) | O   | Geschosswohnungsbau                                                       |                                                                                             | 1924/1925; 1953                      | Vicenz, Ernst; Grimm, George                                                    | 31255    | |
| 29115        | Moorkamp 24 (Lage) | O   | Geschosswohnungsbau                                                       |                                                                                             | 1924/1925; 1953                      | Vicenz, Ernst; Grimm, George                                                    | 31255    | |
| 29096        | Moorkamp 26 (Lage) | O   | Geschosswohnungsbau                                                       |                                                                                             | 1924/1925; 1953                      | Vicenz, Ernst; Grimm, George                                                    | 31255    | |
| 29097        | Moorkamp 28 (Lage) | O   | Geschosswohnungsbau                                                       |                                                                                             | 1924/1925; 1953                      | Vicenz, Ernst; Grimm, George                                                    | 31255    | |
| 18229        | Ottersbekallee 1 (Lage) | O   | Mehrfamilienhaus/Gaststätte                                               |                                                                                             | 1907–1908                            | Plötz, Carl                                                                     | 30548    | weitere Bilder |
| 17624        | Ottersbekallee 3 (Lage) | O   | Etagenhaus                                                                |                                                                                             | 1908–1909                            | Stöterau, Chr.                                                                  | 30548    | |
| 30549        | Ottersbekallee 9, 11, 13, 15, 17 | E   |                                                                           | Ottersbekallee 9-17                                                                         |                                      |                                                                                 | 30549    | |
| 18253        | Ottersbekallee 9 (Lage) | O   | Etagenhaus                                                                |                                                                                             | 1909–1910                            | Gevert, Edmund                                                                  | 30495    | weitere Bilder |
| 18248        | Ottersbekallee 11 (Lage) | O   | Etagenhaus                                                                |                                                                                             | 1909–1910                            | Gevert, Edmund                                                                  | 30495    | weitere Bilder |
| 17270 (1900) | Ottersbekallee 12 (Lage) | O   | Etagenhaus                                                                |                                                                                             | 1911–1912                            | Nagel & Dehmlow (Nagel, T./Dehmlow, Ernst)                                      | 30495    | |
| 18249        | Ottersbekallee 13 (Lage) | O   | Etagenhaus                                                                |                                                                                             | 1909–1910                            | Gevert, Edmund                                                                  | 30495    | |
| 17269        | Ottersbekallee 14 (Lage) | O   | Etagenhaus                                                                |                                                                                             | 1911–1912                            | Nagel & Dehmlow (Nagel, T./Dehmlow, Ernst)                                      | 30495    | |
| 18250        | Ottersbekallee 15 (Lage) | O   | Etagenhaus                                                                |                                                                                             | 1909–1911                            | Gevert, Edmund                                                                  | 30495    | |
| 17268        | Ottersbekallee 16 (Lage) | O   | Etagenhaus                                                                |                                                                                             | 1911                                 | Nagel & Dehmlow (Nagel, T./Dehmlow, Ernst)                                      | 30495    | weitere Bilder |
| 18251        | Ottersbekallee 17 (Lage) | O   | Etagenhaus                                                                |                                                                                             | 1909–1912                            | Gevert, Edmund                                                                  | 30495    | weitere Bilder |
| 18252        | Ottersbekallee 19 (Lage) | O   | Etagenhaus                                                                |                                                                                             | 1908–1909                            | Frühauf, Carl Heinrich                                                          | 30495    | weitere Bilder |
| 17273        | Ottersbekallee 21 (Lage) | O   | Etagenhaus                                                                |                                                                                             | 1906                                 | Lindhorst, Albert                                                               | 30495    | weitere Bilder |
| 17272        | Ottersbekallee 23, 25 (Lage) | O   | Etagenhaus                                                                |                                                                                             | 1906–1907                            | Frühauf, Carl Heinrich                                                          | 30495    | |
| 17271        | Ottersbekallee 27 (Lage) | O   | Etagenhaus                                                                |                                                                                             | 1907                                 | Kirchner, Carl                                                                  | 30495    | |
| 18385 (1130) | Schäferkampsallee 28 (Lage) | O   | Mehrfamilienhaus                                                          |                                                                                             | 1908                                 | Wagner, R.                                                                      |          | |
| 17663 (1632) | Schäferkampsallee 36 (Lage) | O   | Kirche                                                                    | Jerusalem-Kirche                                                                            | 1911–1912; 1953 (Wiederaufbau)       | Grotjan, Johannes Martin Friedrich; Schrieber, K.                               | 30505    | |
| 30582        | Schäferkampsallee 43, 45, Schäferstraße 37, 39 (Lage) | E   |                                                                           | Schäferkampsallee / Schäferstraße                                                           |                                      |                                                                                 | 30582    | |
| 17154        | Schäferkampsallee 43, 45 (Lage) | O   | Mehrfamilienhaus                                                          |                                                                                             | 1905                                 | Bach, Franz                                                                     | 30582    | |
| 18508        | Schäferkampsallee o. Nr. (Lage) | O   | Bahnhof (U-Bahn)                                                          | U-Bahnhof Schlump                                                                           | 1965–1968                            | Sandtmann, Horst/Glienke, Dieter/Hirschfeld, Gerhard                            | 30567    | weitere Bilder |
| 18724        | Schäferstraße 1 (Lage) | O   | Mehrfamilienhaus                                                          |                                                                                             | 1875                                 | Schirlitz, F. G.                                                                | 30574    | |
| 18728        | Schäferstraße 2 (Lage) | O   | Mehrfamilienhaus                                                          |                                                                                             | 1876                                 | Schirlitz, F. G.                                                                | 30574    | |
| 18723        | Schäferstraße 3 (Lage) | O   | Mehrfamilienhaus                                                          |                                                                                             | 1875                                 | Schirlitz, F. G.                                                                | 30574    | |
| 18732        | Schäferstraße 4 (Lage) | O   | Mehrfamilienhaus                                                          |                                                                                             | 1876                                 | Schirlitz, F. G.                                                                | 30574    | |
| 18725        | Schäferstraße 5 (Lage) | O   | Mehrfamilienhaus                                                          |                                                                                             | 1875/1876                            | Schirlitz, F. G.                                                                | 30574    | |
| 18729        | Schäferstraße 6, 8 (Lage) | O   | Mehrfamilienhaus                                                          |                                                                                             | 1896                                 | Gerhardy, Franz                                                                 | 30574    | |
| 18721        | Schäferstraße 7 (Lage) | O   | Mehrfamilienhaus                                                          |                                                                                             | 1878                                 | Gevert, Johann Heinrich Wilhelm Ludolf/Gevert, W.                               | 30574    | BW |
| 18720        | Schäferstraße 9 (Lage) | O   | Wohngebäude (Vorderhaus, Wohnterrasse)                                    |                                                                                             | 1875/1876 (vermutl.)                 | Tiedemann, J. H. L.                                                             | 30574    | |
| 18730        | Schäferstraße 9a (Lage) | O   | Wohngebäude (Hinterhaus, Wohnterrasse)                                    |                                                                                             | 1875/1876 (vermutl.)                 | Tiedemann, J. H. L.                                                             | 30574    | |
| 18726        | Schäferstraße 9b (Lage) | O   | Wohngebäude (Hinterhaus, Wohnterrasse)                                    |                                                                                             | 1875/1876 (vermutl.)                 | Tiedemann, J. H. L.                                                             | 30574    | |
| 18733        | Schäferstraße 11 (Lage) | O   | Wohngebäude (Vorderhaus, Wohnterrasse)                                    |                                                                                             | 1875/1876 ?                          | Tiedemann, J. H. L.                                                             | 30574    | |
| 18727        | Schäferstraße 11a (Lage) | O   | Wohngebäude (Hinterhaus, Wohnterrasse)                                    |                                                                                             | 1875/1876 (vermutl.)                 | Tiedemann, J. H. L.                                                             | 30574    | |
| 18722        | Schäferstraße 11b (Lage) | O   | Wohngebäude (Hinterhaus, Wohnterrasse)                                    |                                                                                             | 1875/1876 (vermutl.)                 | Tiedemann, J. H. L.                                                             | 30574    | |
| 18503        | Schäferstraße 19 (Lage) | O   | Mehrfamilienhaus                                                          |                                                                                             | 1875/1876                            |                                                                                 | 30566    | |
| 17155        | Schäferstraße 37, 39 (Lage) | O   | Mehrfamilienhaus                                                          |                                                                                             | 1905                                 | Bach, Franz                                                                     | 30582    | |
| 18905 (1745) | Schlankreye 1 (Lage) | O   | Schule (Handelsschule)                                                    | Staatliche Handelsschule Schlankreye                                                        | 1928–1930                            | Hinsch, Walther/Deimling, E.                                                    | 30585    | weitere Bilder |
| 17156 (1396) | Schlankreye 3 (Lage) | O   | Mehrfamilienhaus; Werkstattgebäude                                        |                                                                                             | 1928                                 | Berg & Paasche (Berg, Willy/Paasche, Max)                                       | 30583    | |
| 17165 (1781) | Schlankreye 4 (Lage) | O   | Mehrfamilienhaus                                                          |                                                                                             | 1928; 1948 (Wiederaufbau)            | Laage, Richard; Stüwe, Otto (1948)                                              | 30584    | weitere Bilder |
| 17168 (1396) | Schlankreye 5 (Lage) | O   | Mehrfamilienhaus; Werkstattgebäude                                        |                                                                                             | 1928                                 | Berg & Paasche (Berg, Willy/Paasche, Max)                                       | 30583    | |
| 17166 (1396) | Schlankreye 7 (Lage) | O   | Mehrfamilienhaus; Werkstattgebäude                                        |                                                                                             | 1928                                 | Berg & Paasche (Berg, Willy/Paasche, Max)                                       | 30583    | |
| 18902 (1396) | Schlankreye 9 (Lage) | O   | Mehrfamilienhaus; Werkstattgebäude                                        |                                                                                             | 1928                                 | Berg & Paasche (Berg, Willy/Paasche, Max)                                       | 30583    | |
| 18901 (1396) | Schlankreye 11 (Lage) | O   | Mehrfamilienhaus; Werkstattgebäude                                        |                                                                                             | 1928                                 | Berg & Paasche (Berg, Willy/Paasche, Max)                                       | 30583    | |
| 18900 (1396) | Schlankreye 13 (Lage) | O   | Mehrfamilienhaus; Werkstattgebäude                                        |                                                                                             | 1928                                 | Berg & Paasche (Berg, Willy/Paasche, Max)                                       | 30583    | |
| 18899 (1396) | Schlankreye 15 (Lage) | O   | Mehrfamilienhaus; Werkstattgebäude                                        |                                                                                             | 1928                                 | Berg & Paasche (Berg, Willy/Paasche, Max)                                       | 30583    | |
| 18898 (1396) | Schlankreye 17 (Lage) | O   | Mehrfamilienhaus; Werkstattgebäude                                        |                                                                                             | 1928                                 | Berg & Paasche (Berg, Willy/Paasche, Max)                                       | 30583    | |
| 18903 (1396) | Schlankreye 19 (Lage) | O   | Mehrfamilienhaus; Werkstattgebäude                                        |                                                                                             | 1928                                 | Berg & Paasche (Berg, Willy/Paasche, Max)                                       | 30583    | |
| 18897 (1396) | Schlankreye 21 (Lage) | O   | Mehrfamilienhaus; Werkstattgebäude                                        |                                                                                             | 1928                                 | Berg & Paasche (Berg, Willy/Paasche, Max)                                       | 30583    | |
| 18896 (1396) | Schlankreye 23 (Lage) | O   | Mehrfamilienhaus; Werkstattgebäude                                        |                                                                                             | 1928                                 | Berg & Paasche (Berg, Willy/Paasche, Max)                                       | 30583    | |
| 19420 (1396) | Schlankreye 25 (Lage) | O   | Mehrfamilienhaus; Werkstattgebäude                                        |                                                                                             | 1928                                 | Berg & Paasche (Berg, Willy/Paasche, Max)                                       | 30583    | |
| 17607        | Tornquiststraße 1 (Lage) | O   | Mehrfamilienhaus (mit Laden)                                              |                                                                                             | 1889–1890                            | Schmidt & Wurzbach (Schmidt, Ernst/Wurzbach, Hermann)                           | 30504    | |
| 17609        | Tornquiststraße 3 (Lage) | O   | Mehrfamilienhaus (mit Laden)                                              |                                                                                             | 1889/1890 (vermutl.)                 | Schmidt & Wurzbach (Schmidt, Ernst/Wurzbach, Hermann)                           | 30504    | weitere Bilder |
| 17604        | Tornquiststraße 4 (Lage) | O   | Mehrfamilienhaus                                                          |                                                                                             | 1910, um                             |                                                                                 | 30504    | weitere Bilder |
| 17610        | Tornquiststraße 5 (Lage) | O   | Mehrfamilienhaus (mit Laden)                                              |                                                                                             | 1890                                 | Schmidt & Wurzbach (Schmidt, Ernst/Wurzbach, Hermann)                           | 30504    | |
| 17658        | Tornquiststraße 7 (Lage) | O   | Mehrfamilienhaus                                                          |                                                                                             | 1889                                 | Schmidt & Wurzbach (Schmidt, Ernst/Wurzbach, Hermann)                           | 30504    | weitere Bilder |
| 30589        | Tornquiststraße 19b, 19c (Lage) | E   |                                                                           | Tornquiststraße 19 b-c                                                                      |                                      |                                                                                 | 30589    | weitere Bilder |
| 19095        | Tornquiststraße 19b (Lage) | O   | Wohnstift                                                                 | Otto-Rautenberg-Stift                                                                       | 1899                                 | Stammann & Zinnow (Stammann, Hugo/Zinnow, Gustav)                               | 30589    | weitere Bilder |
| 19094        | Tornquiststraße 19c (Lage) | O   | Kleinkinderbewahranstalt, Krippe                                          |                                                                                             | 1899                                 | Stammann & Zinnow (Stammann, Hugo/Zinnow, Gustav)                               | 30589    | weitere Bilder |
| 18507        | Untergrundbahnhof Schlump (Lage) | O   | Bahnhof (U-Bahn)                                                          | U-Bahnhof Schlump                                                                           | 1965–1968                            | Sandtmann, Horst/Glienke, Dieter/Hirschfeld, Gerhard                            | 30567    | |
| 19098        | Vereinsstraße 24 (Lage) | O   | Mehrfamilienhaus (mit Laden)                                              |                                                                                             | 1878                                 | Bregartner, Wilhelm                                                             | 30590    | |
| 19099        | Vereinsstraße 25 (Lage) | O   | Mehrfamilienhaus (mit Laden, vermutl.)                                    |                                                                                             | 1869                                 | Seth, Jacob                                                                     | 30590    | |
| 19103        | Vereinsstraße 26, 28 (Lage) | O   | Mehrfamilienhaus                                                          |                                                                                             | 1878                                 | Bregartner, Wilhelm                                                             | 30590    | |
| 19102        | Vereinsstraße 27 (Lage) | O   | Mehrfamilienhaus                                                          |                                                                                             | 1869                                 |                                                                                 | 30590    | |
| 19104        | Vereinsstraße 29 (Lage) | O   | Mehrfamilienhaus                                                          |                                                                                             | 1869 oder 1873                       |                                                                                 | 30590    | |
| 19100        | Vereinsstraße 30 (Lage) | O   | Mehrfamilienhaus (mit Laden)                                              |                                                                                             | 1870, um                             |                                                                                 | 30590    | |
| 19096        | Vereinsstraße 31 (Lage) | O   | Mehrfamilienhaus (mit Laden, vermutl.)                                    |                                                                                             | 1869 (vermutl.)                      | nicht ermittelbar                                                               | 30590    | |
| 19097        | Vereinsstraße 32 (Lage) | O   | Mehrfamilienhaus                                                          |                                                                                             | 1870, um                             | nicht ermittelbar                                                               | 30590    | |
| 18547        | Vereinsstraße 34 (Lage) | O   | Mehrfamilienhaus                                                          |                                                                                             | 1880                                 | Lindhorst, H.                                                                   | 30568    | |
| 18551        | Vereinsstraße 36 (Lage) | O   | Mehrfamilienhaus (mit Laden)                                              |                                                                                             | 1894–1895                            | Ohnsorg, Hermann                                                                | 30568    | |
| 18552        | Vereinsstraße 38, 40 (Lage) | O   | Mehrfamilienhaus (mit Laden)                                              |                                                                                             | 1905, um                             | nicht ermittelbar                                                               | 30568    | |
| 18543        | Vereinsstraße 42 (Lage) | O   | Mehrfamilienhaus (mit Laden, Vorderhaus)                                  |                                                                                             | 1886                                 | Hagen, H. H.                                                                    | 30568    | |
| 18550        | Vereinsstraße 44 (Lage) | O   | Mehrfamilienhaus                                                          |                                                                                             | 1886                                 | Hagen, H. H.                                                                    | 30568    | |
| 18562        | Vereinsstraße 46 (Lage) | O   | Mehrfamilienhaus                                                          |                                                                                             | 1886                                 | Hagen, H. H.                                                                    | 30568    | |
| 18569        | Vereinsstraße 48 (Lage) | O   | Mehrfamilienhaus                                                          |                                                                                             | 1886                                 | Hagen, H. H.                                                                    | 30568    | |
| 18544        | Vereinsstraße 50 (Lage) | O   | Mehrfamilienhaus (Vorderhaus)                                             |                                                                                             | 1887–1888                            | Thiele, August                                                                  | 30568    | |
| 18566        | Vereinsstraße 50a (Lage) | O   | Mehrfamilienhaus                                                          |                                                                                             | 1887–1888                            | Thiele, August                                                                  | 30568    | BW |
| 18568        | Vereinsstraße 52 (Lage) | O   | Mehrfamilienhaus                                                          |                                                                                             | 1887–1888                            | Thiele, August                                                                  | 30568    | |
| 18567        | Vereinsstraße 52a (Lage) | O   | Mehrfamilienhaus                                                          |                                                                                             | 1887–1888                            | Thiele, August                                                                  | 30568    | BW |
| 18560        | Vereinsstraße 54 (Lage) | O   | Mehrfamilienhaus (mit Laden, vermutl.)                                    |                                                                                             | 1889                                 | Grimm, John/Albert, F./Harms, M.                                                | 30568    | |
| 18564        | Vereinsstraße 54b (Lage) | O   | Mehrfamilienhaus (Vorderhaus)                                             |                                                                                             | 1889                                 | Grimm, John/Albert, F./Harms, M.                                                | 30568    | |
| 18532        | Vereinsstraße 56 (Lage) | O   | Mehrfamilienhaus (mit Laden, vermutl.)                                    |                                                                                             | 1890, um                             | nicht ermittelbar                                                               | 30568    | |
| 18563        | Vereinsstraße 54a HAUS 1, 54a HAUS 2, 54a HAUS 3, 54a HAUS 4 (Lage) | O   | Mehrfamilienhaus (Hinterhaus)                                             |                                                                                             | 1889                                 | Grimm, John/Albert, F./Harms, M.                                                | 30568    | |
| 17657        | Von-der-Tann-Straße 1 (Lage) | O   | Mehrfamilienhaus (mit Laden, vermutl.)                                    |                                                                                             | 1885–1890                            |                                                                                 | 30504    | |
| 17143        | Waterloostraße bei Nr. 10 (Lage) | O   | Grenzstein                                                                |                                                                                             | nicht ermittelt                      | nicht ermittelt                                                                 |          | |
| 19105        | Weidenallee 2 (Lage) | O   | Mehrfamilienhaus (mit Gaststätte und Laden)                               |                                                                                             | 1898–1899                            | Lindhorst, Albert                                                               | 30591    | |
| 19108        | Weidenallee 2a (Lage) | O   | Mehrfamilienhaus (mit Laden)                                              |                                                                                             | 1898                                 | Lindhorst, Albert                                                               | 30591    | |
| 19107        | Weidenallee 2b (Lage) | O   | Mehrfamilienhaus (mit Laden)                                              |                                                                                             | 1905, um                             |                                                                                 | 30591    | |
| 19106        | Weidenallee 4 (Lage) | O   | Mehrfamilienhaus (mit Laden)                                              |                                                                                             | 1905, um                             |                                                                                 | 30591    | |
| 30501        | Weidenallee 6, 8 (Lage) | E   |                                                                           | Weidenallee 6/8                                                                             |                                      |                                                                                 | 30501    | |
| 17592 (715)  | Weidenallee 6 (Lage) | O   | Mehrfamilienhaus (mit Laden, Vorderhaus)                                  |                                                                                             | 1909–1910                            | Lindhorst, Albert                                                               | 30501    | |
| 17594 (715)  | Weidenallee 8 (Lage) | O   | Mehrfamilienhaus (Hinterhaus); Einfriedigung (Zaun zum Garten); Hoffläche |                                                                                             | 1909–1910                            | Lindhorst, Albert                                                               | 30501    | |
| 30502        | Weidenallee 10a, 10b, 12 (Lage) | E   |                                                                           | Weidenallee 10a-12                                                                          |                                      |                                                                                 | 30502    | |
| 17593 (714)  | Weidenallee 10a (Lage) | O   | Mehrfamilienhaus (Hinterhaus)                                             |                                                                                             | 1909–1910                            | Lindhorst, Albert                                                               | 30502    | |
| 17596 (714)  | Weidenallee 10b (Lage) | O   | Fabrikgebäude (Mietfabrik)                                                |                                                                                             | 1909–1910                            | Lindhorst, Albert                                                               | 30502    | |
| 17595 (714)  | Weidenallee 12 (Lage) | O   | Mehrfamilienhaus                                                          |                                                                                             | 1909–1910, jetzt: Neubau stattdessen | Lindhorst, Albert                                                               | 30502    | BW |
| 18502        | Weidenallee 14 (Lage) | O   | Mehrfamilienhaus                                                          |                                                                                             | 1875                                 |                                                                                 | 30566    | |
| 30564        | Weidenallee 32 HAUS 2, 32 HAUS 4, 32 HAUS 6, 36 HAUS 1, 36 HAUS 3 (Lage) | E   |                                                                           | Weidenallee / Kloksweg                                                                      |                                      |                                                                                 | 30564    | BW |
| 18153        | Weidenallee 32 HAUS 2 (Lage) | O   | Mehrfamilienhaus                                                          |                                                                                             | 1874                                 | Francke, H.                                                                     | 30564    | |
| 19113        | Weidenallee 32 HAUS 2 (Lage) | O   | Mehrfamilienhaus                                                          |                                                                                             | 1874                                 | Francke, H.                                                                     | 30564    | |
| 19112        | Weidenallee 32 HAUS 4 (Lage) | O   | Mehrfamilienhaus                                                          |                                                                                             | 1876                                 | Vollrath, J. H. ------ (Haus 4 seitlich angrenzend an Haus 2)                   | 30564    | |
| 19114        | Weidenallee 32 HAUS 4 (Lage) | O   | Wohnhaus                                                                  |                                                                                             | 1876                                 | Vollrath, J. H.                                                                 | 30564    | |
| 19111        | Weidenallee 32 HAUS 6 (Lage) | O   | Mehrfamilienhaus                                                          |                                                                                             | 1876                                 | Vollrath, J. H.                                                                 | 30564    | |
| 19115        | Weidenallee 32 HAUS 6 (Lage) | O   | Wohnhaus                                                                  |                                                                                             | 1876                                 | Vollrath, J. H. --------- (lt. Anwohner: angrenzendes Haus abgerissen)          | 30564    | |
| 18152        | Weidenallee 36 HAUS 1 (Lage) | O   | Mehrfamilienhaus                                                          |                                                                                             | 1865/1870                            |                                                                                 | 30564    | |
| 19110        | Weidenallee 36 HAUS 3 (Lage) | O   | Mehrfamilienhaus                                                          |                                                                                             | 1865/1870 -------- (Nachfolgebauten) |                                                                                 | 30564    | BW |
| 17608        | Weidenstieg 2a (Lage) | O   | Etagenhaus                                                                |                                                                                             | 1898                                 | Lindhorst, Albert                                                               | 30504    | |
| 17599        | Weidenstieg 5a (Lage) | O   | Mehrfamilienhaus                                                          |                                                                                             | 1885                                 |                                                                                 | 30504    | |
| 17148 (1743) | Weidenstieg 29 (Lage) | O   | Schule (Realschule)                                                       | Schule Weidenstieg (Staatliche Handelsschule) mit Wirtschaftsgymnasium Weidenstieg          | 1894–1895; 1914–1915; 1960           | Baudeputation, Hochbauwesen; Bezirksamt Eimsbüttel, Hochbauabteilung            |          | |